# Canton de Saulzais-le-Potier
Le canton de Saulzais-le-Potier est une ancienne division administrative française située dans le département du Cher et la région Centre.

## Géographie
Ce canton était organisé autour de Saulzais-le-Potier dans l'arrondissement de Saint-Amand-Montrond. Son altitude variait de 152 m (Saint-Georges-de-Poisieux) à 367 m (Vesdun) pour une altitude moyenne de 228 m.

## Représentation

### Conseillers généraux de 1833 à 2015
| Période      | Période          | Identité                                          | Étiquette            | Qualité                                                                                              |
| ------------ | ---------------- | ------------------------------------------------- | -------------------- | --- |
| 1833         | 1842             | Pierre-Auguste Huguet du Lys                      |                      | Juge de paix à Hérisson (Allier) et propriétaire à Saulzais                                          |
| 1842         | 1848             | Vicomte Arthur de Bardonnet (1805-1889)           |                      | Ancien Sous-Préfet de Sancerre Maire d'Epineuil                                                      |
| 1848         | 1863 (décès)     | Jules Henri de Louan de Coursays                  |                      | Ancien officier Propriétaire, maire d'Arcomps                                                        |
| 1863         | 1871             | Comte Marie Antoine Albert du Peyroux (1835-1903) |                      | Propriétaire Maire de Saulzais-le-Potier                                                             |
| 1871         | 1883 (démission) | Frédéric Bidault                                  | Républicain          | Maire d'Epineuil (1869-1871, 1876-1884)                                                              |
| 1884         | 1887 (décès)     | Stéphane Guillot (1831-1887)                      | Républicain          | Médecin, maire de Vesdun (1876-1887)                                                                 |
| 1887         | 1897 (démission) | Stéphane Guillot (fils du précédent)              | Républicain radical  | Médecin, maire de Vesdun                                                                             |
| 1897         | 1919             | Louis Maurice Collin                              | Rad.                 | Maire de Saint-Georges-de-Poisieux, conseiller d'arrondissement                                      |
| 1919         | 1929 (décès)     | Christophe Pajot                                  | Rad.                 | Vétérinaire, maire de La Celette (1903-1929) Ancien député (1885-1910), Sénateur (1921-1929)         |
| 1929         | 1940             | Henri Valette (1875-1957)                         | SFIO dissident       | Charcutier Maire de Saulzais-le-Potier (1929-1953)                                                   |
|              |                  |                                                   |                      | |
| 1943         | 1945             | Edmond Laurent                                    | SFIO                 | Cultivateur Conseiller d'arrondissement, maire de La Celette Nommé conseiller départemental en 1943  |
|              |                  |                                                   |                      | |
| 1945         | 1957 (décès)     | Henri Valette                                     | Soc.ind.             | Charcutier Maire de Saulzais-le-Potier                                                               |
| 30 juin 1957 | 1958             | Antonin Godignon (1909-1980)                      | CNIP                 | Agriculteur à Saint-Georges-de-Poisieux                                                              |
| 1958         | 1988             | Maxime Chagnon (1922-2016)                        | DVG puis PSU puis PS | Sabotier Maire de Saulzais-le-Potier (1965-1977 et 1983-1989)                                        |
| 1988         | 2008             | Jean-Marie Dumontet                               | DVD                  | Éleveur Maire de Vesdun                                                                              |
| 2008         | 2015             | Daniel Fourré                                     | DVD                  | Employé Maire de Saint-Georges-de-Poisieux (1997-2016) Elu en 2015 dans le Canton de Châteaumeillant |

### Conseillers d'arrondissement (de 1833 à 1940)
| Période                                  | Période          | Identité                   | Étiquette   | Qualité |
| ---------------------------------------- | ---------------- | -------------------------- | ----------- | --- |
| 1833                                     | 1836             | Amable Gobin               |             | Propriétaire, juge de paix, maire de Saulzais                                                               |
| 1836                                     | 1852             | M. Thévenard-Guérin        |             | Substitut du Procureur du Roi, puis juge au Tribunal civil de Saint-Amand                                   |
|                                          |                  |                            |             | |
| av.1885                                  |                  | Jean-Baptiste Moïse Merlin |             | Suppléant du juge de paix                                                                                   |
|                                          |                  |                            |             | |
| ?                                        | 1897 (démission) | Louis Maurice Collin       | Socialiste  | Maire de Saint-Georges-de-Poisieux                                                                          |
| 1897                                     | 1897             | Louis Bordreuil            | Républicain | Maire d'Arcomps                                                                                             |
| 1897                                     | 1929 (décès)     | Léon Bourdier              | Radical     | Propriétaire, maire de La Perche                                                                            |
| 1929                                     | 1940             | Edmond Laurent (1882-1979) | SFIO        | Cultivateur, maire de La Celette                                                                            |
| 1940                                     |                  |                            |             | Les conseils d'arrondissement ont été suspendus par la loi du 12 octobre 1940 et n'ont jamais été réactivés |
| Les données manquantes sont à compléter. |                  |                            |             | |

## Composition
Le canton de Saulzais-le-Potier regroupait onze communes et comptait 3 376 habitants (recensement de 1999 sans doubles comptes).
| Communes                  | Population (2012) | Code postal | Code Insee |
| ------------------------- | ----------------- | ----------- | ---------- |
| Ainay-le-Vieil            | 198               | 18200       | 18002      |
| Arcomps                   | 286               | 18200       | 18009      |
| La Celette                | 181               | 18360       | 18041      |
| Épineuil-le-Fleuriel      | 414               | 18360       | 18089      |
| Faverdines                | 136               | 18360       | 18093      |
| Loye-sur-Arnon            | 308               | 18170       | 18130      |
| La Perche                 | 245               | 18200       | 18178      |
| Saint-Georges-de-Poisieux | 357               | 18200       | 18209      |
| Saint-Vitte               | 136               | 18360       | 18238      |
| Saulzais-le-Potier        | 492               | 18360       | 18245      |
| Vesdun                    | 623               | 18360       | 18278      |

## Démographie
| 1962  | 1968  | 1975  | 1982  | 1990  | 1999  | 2006  | 2011  | 2012  |
| ----- | ----- | ----- | ----- | ----- | ----- | ----- | ----- | ----- |
| 5 073 | 4 567 | 3 882 | 3 626 | 3 471 | 3 376 | 3 509 | 3 575 | 3 526 |